# Специальная мониторинговая миссия ОБСЕ в Украине

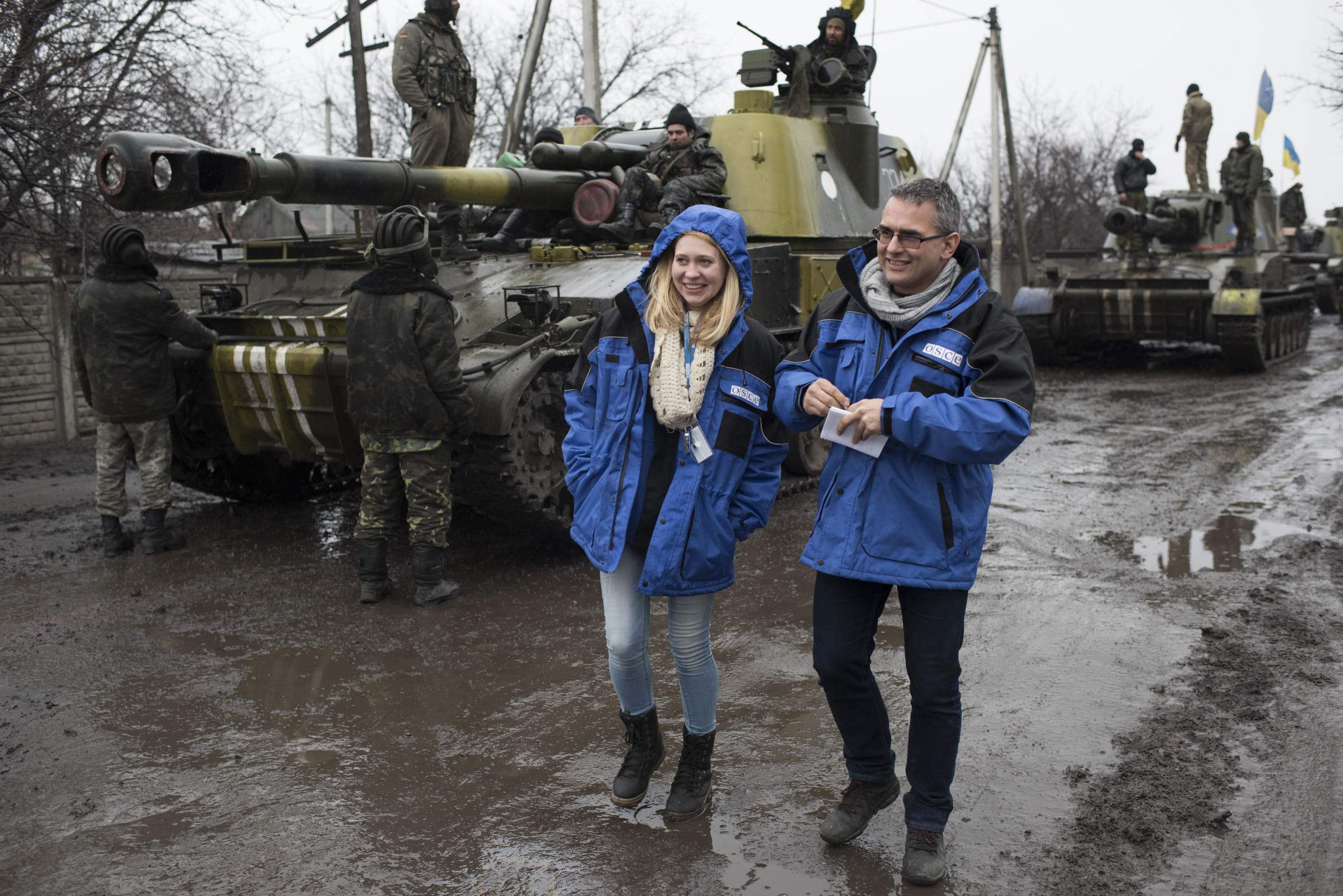
Представители СММ ОБСЕ наблюдают за перемещением военной техники на востоке Украины, март 2015 года

Специальная мониторинговая миссия ОБСЕ в Украине — миссия по урегулированию войны на востоке Украины, а также мониторингу ситуации в целом на всей территории Украины.
Специальная мониторинговая миссия ОБСЕ в Украине (СММ) начала свою работу 21 марта 2014 года в связи с обращением правительства Украины в ОБСЕ и консенсусным решением всех 57 стран — участниц ОБСЕ. СММ — это невооружённая гражданская миссия, которая работает 24 часа в сутки, 7 дней в неделю, во всех регионах Украины. Её основные задачи — это беспристрастно и объективно наблюдать за ситуацией в Украине и отчитываться по ней, а также способствовать диалогу между всеми сторонами конфликта.
31 марта 2022 года после вторжения России на Украину из-за позиции России не было найдено консенсуса за продление срока действия мандата миссии. В июле 2024 года российский суд приговорил сотрудника миссии ОБСЕ, задержанного в апреле 2022 года на оккупированной Россией территории Донецкой области, к 14 годам колонии строгого режима по обвинению в шпионаже, а также постановил конфисковать 43 бронированных автомобиля организации.

## Военная техника
За время своей работы миссия многократно фиксировала в Донбассе образцы военной техники, не состоящей на вооружении ВСУ, но состоящей на вооружении ВС РФ — в том числе образцы современной военной техники. Также миссия неоднократно обнаруживала колонны крытых грузовиков, пересекающие российско-украинскую границу по ночам вдали от пунктов пропуска.
| Обнаруженная военная техника | Источник                                                        |
| --- | --------------------------------------------------------------- |
| ТОС-1 «Буратино», калибр 220 мм | Отчёт ОБСЕ от 27 сентября 2015 года                             |
| Станция автоматической постановки помех Р-330Ж «Житель». | Отчёт ОБСЕ от 31 июля 2016 года                                 |
| БПЛА «Орлан-10» | Отчёт ОБСЕ от 14 мая 2017 года                                  |
| «Беспилотный летательный аппарат СММ дальнего радиуса действия зафиксировал колонны грузовиков, которые посреди ночи въезжали в Украину и выезжали из неё по грунтовой дороге в неподконтрольном правительству районе Донецкой области, где отсутствуют погранично-пропускные сооружения». | Отчёт ОБСЕ от 8 августа 2018 года                               |
| РБ-341В «Леер-3» 1Л269 «Красуха-2» РБ-109A «Былина» Комплекс радиоэлектронной борьбы с БПЛА «Репеллент-1» | Отчёт ОБСЕ от 10 августа 2018 года                              |
| «БПЛА СММ дальнего радиуса действия снова зафиксировал транспортные средства, двигавшиеся посреди ночи в неподконтрольном правительству районе Донецкой области вдоль грунтовой дороги неподалеку от границы с Российской Федерацией, где отсутствуют пункты пропуска через границу…» «… БПЛА СММ обнаружил 2 грузовика (один „Урал“ и один „Камаз“) и 4 внедорожника, двигавшихся на восток вдоль грунтовой дороги возле н. п. Манич (неподконтрольный правительству, 76 км к востоку от Донецка) к месту, расположенному недалеко от границы с Российской Федерацией, где Миссия ранее фиксировала колонны грузовиков с крытыми грузовыми отсеками, которые заезжали в Украину». «… БПЛА СММ зафиксировал 2 грузовика „Урал“ (один из них с установленной зенитной установкой (3У-23, 23 мм)), а также мини-фургон и автомобиль в поле вдоль этой же грунтовой дороги, примерно в 2 км от границы. В 23:45 вследствие многочисленных случаев помех, по оценке, вследствие глушения сигнала Миссия отозвала свой БПЛА из этого района». | Отчёт СММ ОБСЕ в Украине от 10 августа 2018 года                |
| Комплекс радиоразведки «Торн» | Отчёт ОБСЕ от 11 февраля 2019 года и отчёт от 10 июня 2019 года |
| РЭБ «Тирада-2» | Отчёт ОБСЕ от 18 марта 2019 года                                |
| РБ-341В «Леер-3» Р-934Б «Синица» РБ-636 «Свет-КУ» | Отчёт ОБСЕ от 12 марта 2020 года                                |
| УР-07 «Пересортировка» | Отчет ОБСЕ от 11 ноября 2020 года                               |